# 7 век
VІІ век започва на 1 януари 601 г. и свършва на 31 декември 700 г. в съответствие с Юлианския календар.

## Важни събития от 7 век

### Балкански полуостров
- Хан Аспарух създава Първата българска държава със столица Плиска. Подписан е мирен договор между Византия и България, по силата на който България придобива Дунавската равнина. Някои изследователи определят този договор като признание на България от Византия и година на начало на правното съществуване на България.

### Близък изток
- Мюсюлманските завоевания започват с обединението на Арабия от Мохамед, започвайки през 622 г. След смъртта на Мохамед през 632 г. новосъздадената религия Ислям се разпространява извън границите на Арабския полуостров под ръководството на калифата Рашидун (632 – 661 г.) и Умайад халифат (661 – 750 г.). Ислямското завладяване на Персия през VII век довежда до падането на Сасанидската империя. Също така Персийската Империя през 7 век превзема Сирия, Палестина, Армения, Египет и Северна Африка. Управление на Абу Бакр той е от т.нар.праведни халифи който поема властта в мюсюлманската общност след смъртта на Мохамед(632)

### Византийска империия
- Византийската империя изпада в криза по време на бързото разширяване на Арабския халифат.

### Иберийски полуостров
- На Иберийския полуостров, в 7 век, е бил Siglo de Concilios, в превод век на съветите, отнасящ се до съветите на Толедо.

### Полуостров Индостан
- Харша обединява Северна Индия, която се е върнала в малки републики и държави след падането на империята Гупта през 6 век.

### Китай
- В Китай династията Суи е заменена от династията Тан, която основава колонии от Корея в Централна Азия и е по-късно до Арабия. Китай започва да достига своето величие. Династията Тан, подчинява Баке и побеждавайки Гугриео, за да обедини Корейския полуостров под контрола само на един владетел.

### Япония
- Периодът на Асука продължава в Япония през 7 век.

### Южна Америка
- Великият Пакал става цар на маите в града-държава Паленке.

## Събития
- Ислямът се разпространява в Арабия, Коранът е документиран.
- Първият известен хърватски архонт Порга основава хърватското херцогство.
- Световното население се свива до около 208 милиона души.
- Англо-саксонската хептархия се появява в началото на този век в Англия.
- Сътън Ху корабно погребение, Източна Англия (съвременна Англия).
- Сюен Дзан пътува от Китай до Индия, преди да се върне в Чан'ан в Китай, за да преведе будистки писания.
- Тимгад в Алжир, е унищожен от берберите.
- Край на спорадичното будистко правило в Синд.
- Хърватите навлизат в сегашната си територия в началото на VII в., като се заселват в шест отделни племена.
- Теотиуакан е уволнен. Политическите и религиозните сгради са изгорени
- Българите пристигат на Балканите; Създаването на мощната българска империя.Англо-саксонска каска открита в Сътън Хуу, вероятно принадлежаща на Райдвалд от Източна Англия около 625.„Пагода на Голямата дива гъска“ от 7 век – Сиан, Китай
- Арабските търговци проникват в района на езерото Чад.
- Най-ранна английска поезия.
- 7 и 9 век – са направени мозайки над апсида, базиликата Сант Аполинаре в Класе.
- 600: Едрата шарка се разпространяват от Индия в Европа.
- 602: Третата китайска доминация на Виетнам започва след рухването на династията „Ранни ли“.
- 603: Последно споменаване на римския Сенат в Грегорианския регистър. В него се споменава, че сенатът е приветствал статуите на император Фока и императрица Леонтия.
- 606: Бонифация избра папския наследник на смъртта на папа Сабиниан. Той потърсил и получил постановление от византийския император Фока, в което се казва, че „Светилището на благословения апостол Петър трябва да бъде ръководител на всички църкви“. Това гарантира, че титлата „Вселенски епископ“ принадлежи на епископа на Рим.
- 607: Храмът Хору-джи е смятан за завършен от 607 в Якуруга, Япония.
- 610: Хераклий пристига с кораб от Африка в Константинопол, сваля Източен римски император Фока и става император. Първият му основен акт е да променя официалния език на Източна Римска империя от латински на гръцки (вече езика на огромното мнозинство от населението).Копринен плат с четири ловуващи ловци, 7 век. Храм „Хоридуи“, Япония.
- 615: Сасанидската империя под управление на шаха Хосрау ІІ завладява Ерусалим, отнемайки истинския кръст.
- 615: Великият Пакал става цар на маите град-държава Паленке
- 616: Шах Чороус II нахлува в Египет.
- 616: Аетхелфрит от Нортъмбрия побеждава Уелс в битка в Честър в Англия.
- 618: Династията Тан от Китай, инициирана от Ли Юан.
- Гуанджоу, Китай, се превръща в основно международно пристанище, където се намират морски пътища от Египет, Източна Африка, Арабия, Персия, Индия, Шри Ланка и Югоизточна Азия, включително мюсюлмани, евреи, хиндуисти и несторийски християни.
- 622: започва първата година от ислямския календар, през която Хиджра – Мохамед и неговите последователи се емигрират от Мека до Медина през септември.
- 623: Франкският търговец Само, подкрепящ славяните, които се борят с владетелите на Авар, става владетел на първата известна славянска държава в Централна Европа.
- 626: Аварите и персите заедно обсаждат, но не успяват да завладеят Константинопол.
- 627: Император Хераклий побеждава персите, като прекратява римско-персийските войни.
- 629: Започват византийско-арабските войни. Голяма част от Римската империя е завладяна от мюсюлманските араби, водени от Халид ибн ал-Уалид.
- 629 – 630: Кампанията на император Тайзонг срещу източен Тюджу, китайските сили на династията Танг под командването на генералите Ли Дзин и Ли Шиджи разрушават Гьоктюрк ханате.
- 632: Започват мюсюлманските завоевания.
- 635 – 649: Алопен, персийски християнски свещеник, въвежда несторианското християнство в Китай.
- 636: По това време битката при Ал Кадисийя довежда до решителна победа за мюсюлманите по време на ислямското завладяване на Персия, Персийската империя е завладяна от мюсюлманските араби, водени от Сад Ибн Аби Уакис.
- 638: Император Тайджонг (627 – 649) издава указ за универсална толерантност на религиите; Несторийски християни изграждат църква в Чан'ан.
- 638: Мюсюлманско завладяване на Палестина.
- 639: Мюсюлманско завладяване на Египет и Армения.
- 639: Неуспешен бунт на Ашина Джиешухай от турските народи срещу Танг Китай.
- 641: Коптският период, в по-специфичното му определение, завършва с въвеждането на исляма в Египет.
- 642: Библиотеката на Александрия е разрушена отново.
- 649 – 683: Китайският император Гаозонг разрешава създаването на християнски манастири във всяка от 358-те префектури.
- 650: Започват хазарските арабски войни.
- 681: Хан Аспарух създава Първата българска държава със столица Плиска. Подписан е мирен договор между Византия и България, по силата на който България придобива Дунавската равнина. Някои изследователи определят този договор като признание на България от Византия и година на начало на правното съществуване на България.

## Личности
- Първият пророк в Исляма Абу Барк.Преподобни Максим Изповедник – християнски светец и богослов
- Хан Кубрат – основател на Велика България
- Хан Аспарух – основател на Първото българско царство
- Ираклий – ромейски император
- Констант II – ромейски император
- Константин IV Погонат – ромейски император
- Калиник – ромейски изобретател
- Хосров II Парвиз – персийски владетел
- Абу Бакр – първи халиф на исляма
- Антара Ибн Шаддад – арабски поет

## Изобретения, открития
- 650, Издават се първите китайски хартиени пари.
- През 70-те години гръцкият огън е изобретен в Константинопол.
- Стирпъпът е въведен в Персия от Китай, късния 7 век
- Най-ранният известен запис на играта Чартанг, предшественик на Шаха.
- След като плава от Етиопия, Са'д ибн Аби Ваккасноси първия Коран в Китай и основавапървата ислямска джамия в Китай в Гуанджоу през 60-те години.